# 人情
| ウィキペディアには「人情」という見出しの百科事典記事はありません（タイトルに「人情」を含むページの一覧/「人情」で始まるページの一覧）。 代わりにウィクショナリーのページ「人情」が役に立つかもしれません。 |